# Kerr Island
Kerr Island (auch Kerr Islet oder Kiss Islet) ist eine kleine, unbewohnte Insel im Westen der Torres-Strait-Inseln. Sie liegt etwa 43 km südlich der Küste des westlichen Papua-Neuguinea und über 162 km nordwestlich der Kap-York-Halbinsel, gehört aber dennoch zum australischen Bundesstaat Queensland. Die nächstgelegene bewohnte Insel ist die 73 km nordöstlich gelegene Insel Boigu. Die nächstgelegene Insel überhaupt ist die 7,5 km nördlich gelegene Insel Deliverance.
Verwaltungsmäßig ist Kerr Island Teil der Top Western Islands, einer Inselregion im Verwaltungsbezirk Torres Shire.